# Gloria Rodríguez (fotógrafa)
Gloria Rodríguez (Córdoba 1959) es una fotógrafa española especializada en el retrato de estudio y reportajes.

## Trayectoria profesional
Gloria Rodríguez, dedicada a la fotografía como freelance, compagina  la fotografía profesional con la docencia.
Colabora con Photocertamen como jurado del Concurso de fotografía "Shoot the People" #Stpeople14, y gestiona varios blogs de arte y fotografía. 
Ha participado en numerosas exposiciones tanto individuales como colectivas en España, México, Holanda, Filipinas. En España, en Madrid ha realizado varias exposiciones individuales en la galería La Caja China.  La primera fue a raíz de un calendario fotográfico en blanco y negro, encargado por la Consejería de Obras Públicas y Transportes sobre el tema de las carreteras.
Imparte talleres a nivel nacional sobre el retrato en el Instituto Europeo de Diseño, IED de Madrid, así como conferencias y cursos de fotografía.
Es directora de La Petite École, escuela de fotografía que nace en Madrid (España) en el 2009, donde imparte cursos de fotografía y talleres de Retrato, y que, desde el 2013, ha trasladado su sede a Sevilla (España) donde continua una intensa labor dedicada a la enseñanza de esta disciplina artística.
Su obra forma parte de colecciones de instituciones públicas y privadas Junta de Andalucía, Comunidad de Madrid, Caja de Ahorros del Mediterráneo.

## Colaboraciones en prensa
En prensa ha colaborado con medios nacionales e internacionales tan destacados como El País Semanal, El Dominical, Marie Claire, Yo Dona, In Style, Elle, El Suplemento Semanal, El Europeo, Rolling Stone, Gente y Viajes, Viajar, Ronda Iberia, La República, Clarín, People, Psychologies, etc., realizando, fundamentalmente, retratos y reportajes de tipo social y de viajes. En este artículo del diario español ABC cuenta su experiencia y observaciones en las sesiones fotográficas a los personajes que ha retratado, tanto a personajes españoles como a actores de Hollywood, o de los políticos de la Transición española
Sus retratos forman parte de la Agencia Getty, en la Colección Contour Images en Nueva York.